# Soel Costantin
Soel David Costantin (Belluno, 17 aprile 1994) è un hockeista su ghiaccio italiano, milita come difensore nell'Alleghe Hockey, squadra della Italian Hockey League.

## Biografia
Nato a Belluno e cresciuto in Val di Zoldo, Costantin crebbe hockeisticamente nell'Alleghe con cui ha esordito in massima serie nel corso della stagione 2011-2012. Nel corso di quella stagione e della successiva si divise tra la prima e la seconda squadra dell'Alleghe (l'Amatori Alleghe, iscritto in terza serie), raccogliendo presenze anche nel campionato Under-20 con le maglie di Fassa e Cortina.
Quando l'Alleghe decise di non iscriversi al massimo campionato 2013-2014 per mancanza di sponsor, ripartendo dalla terza serie, Costantin passò al Fassa.
Nel corso degli anni tra il 2014 e il 2017 aveva vestito nuovamente la maglia delle civette per una manciata di incontri giocati in prestito. Dopo undici anni al Fassa, ha fatto ritorno stabilmente all'Alleghe, sempre con la formula del prestito, per la stagione 2024-2025.